# Rai Meteo
Rai Meteo è una struttura, gestita da Rai Pubblica Utilità, che cura e coordina tutti i contenuti informativi legati alla meteorologia, distribuiti su tutte le piattaforme aziendali e forniti ai vari editori dei canali Rai.
Essa realizza anche contenuti e servizi funzionali alla sensibilizzazione e prevenzione in tema di clima, ambiente e grandi rischi (idrogeologico, sismico, vulcanico e sanitario) per tutte le piattaforme di distribuzione aziendali e fornisce  consulenza tecnico-scientifica per i programmi e le testate della Rai su queste tematiche.
Rai Meteo opera in stretta collaborazione con l'Aeronautica Militare, che si occupa di fornire i dati e prestare i volti e le voci dei suoi ufficiali per le previsioni, e collabora inoltre con enti istituzionali come la Protezione Civile, i Carabinieri per Meteomont e la Guardia Costiera oltre che università e centri di ricerca.
La struttura si occupa anche di fornire dati per le previsioni di ogni regione in collaborazione con la Testata Giornalistica Regionale, offrendo un’informazione meteorologica climatica più capillare. Inoltre, insieme a Rai Kids, produce programmi informativi per bambini e ragazzi in onda sui propri canali e su Rai Isoradio.

## Storia

### Rubriche preesistenti

#### Meteo 1
Le previsioni del tempo della Rai nascono nel 1954, in onda sul Programma Nazionale, in contemporanea all'inizio delle trasmissioni regolari della televisione italiana. Inizialmente erano parte integrante del Telegiornale, ma a partire dal 1957 diventano un programma a sé stante.

#### Meteo 2
Meteo 2 nasce il 15 marzo 1976, in seguito alla Riforma della Rai del 1975, con il titolo Il tempo domani. È andato in onda tutte le sere prima del TG2 delle 19:45.
I conduttori sono Mario Pennacchi, colonnello dell'Aeronautica Militare Italiana, e l'annunciatrice Marina Morgan.
Dal 1984 la rubrica viene ribattezzata Meteo 2 e procede senza conduttore in video; le previsioni vengono lette dai giornalisti del TG2.
Dall'11 maggio 1987, il meteo è condotto dai meteorologi dell'Aeronautica Militare.
Dal 2002, il meteo va in onda dallo studio principale del TG2, mentre dal 1988 al 2002 andava in onda dallo studio delle rubriche del telegiornale. 
Conduttori
- 1976 – 1984: 
  - Mario Pennacchi
  - Marina Morgan
- 1984 – 1987: Giornalisti del TG2
- 1987 – 2018: Ufficiali dell'Aeronautica Militare

#### Meteo 3
Meteo 3 nasce il 5 ottobre 1987, assieme a Meteo 3 Regione, e attualmente va in onda dal lunedì al venerdì alle 11:55 (nel weekend alle 12:20), alle 14:50 e al termine del TG3 Linea Notte.
Dal 1992 al 2007, Meteo 3 era condotta da Augusto Lombardi, già voce del GRR, affiancato fino al 1999 da Liliana Ursino, con qualche presenza delle signorine buonasera e di altri annunciatori Rai.
Dal settembre 2007 la conduzione è affidata agli ufficiali del Servizio meteorologico dell'Aeronautica Militare.

#### Rai Meteo Regionale
Nasce il 5 ottobre 1987, per merito della TGR e il Servizio meteorologico dell'Aeronautica Militare, con il titolo Meteo 3 Regione poi semplificato in Meteo regione. Si tratta della rubrica meteorologica della TGR a scopo regionale in onda tutti i giorni dopo il TG delle 14:00 e delle 19:35.
Nel 1990, Meteo regione diventa Previsioni del Tempo e, nel 1997, prende il più recente nome in TGR Meteo poi riutilizzato dal giugno 2002 al giugno 2018.
Nel marzo 1999, la TGR viene incorporata nel TG3 (all'epoca chiamato T3) e il meteo cambiò nome in T3 Meteo Regione usato fino al 2000.
Dal 3 giugno 2018, la rubrica è ribattezzata Rai Meteo Regionale.
Conduttori
- 1992 – 1993: Liliano Frattini
- 1992 – 1999:
  - Liliana Ursino
  - Signorine buonasera
- 1992 – 2007: Augusto Lombardi
- 2007 – 2018: Ufficiali dell'Aeronautica Militare

#### Meteo verde
È lo spazio meteorologico di Linea verde. Va in onda sin dalla prima edizione del programma, dal 1981. Dal 2003 è stato assorbito dal Meteo 1 divenuto Rai Meteo nel 2018. Veniva trasmesso sia con bumper del Meteo 1 e di Rai Meteo che con una propria sigla (quest’ultima è stata eliminata nel 2021). Dal 2022, con la perdita di una propria grafica per le previsioni, anche Meteo Verde viene incorporato in Rai Meteo.

### La confluenza inRai Meteo
Il 3 giugno 2018 le rubriche Meteo 1, Meteo 2 e Meteo 3 confluiscono, assieme a Meteo News 24, in Rai Meteo.
La direzione Rai Pubblica Utilità includeva anche la struttura Meteo e Mobilità, creata con l'intento di centralizzare la produzione degli spazi informativi meteo e sul traffico stradale.

## Green Meteo
Green Meteo è una rubrica meteo per ragazzi in onda su Rai Gulp dagli studi Rai di Torino, condotto da Riccardo Cresci in uno studio virtuale che riproduce l'Italia, con lo scopo di informare sulle previsioni del tempo del fine settimana. I temi trattati in ogni puntata si ispirano ad uno dei diciassette Obiettivi di Sviluppo Sostenibile. È il primo programma in Italia dedicato al meteo e all'ambiente pensato per il pubblico dei ragazzi, la trasmissione è curata da Rai Pubblica Utilità e Rai Ragazzi. Va in onda dal 20 settembre 2020 alle 18:05. Nel 2021 è stato riconosciuto con il Premio stella MOIGE.